# Les Douze Salopards 2
Série
Les Douze Salopards
(1967) Les Douze Salopards : Mission Suicide
(1987)
Pour plus de détails, voir Fiche technique et Distribution.
Les Douze Salopards 2 (The Dirty Dozen : Next Mission) est un téléfilm américain réalisé par Andrew V. McLaglen et diffusé en 1985. C'est la suite du film Les Douze Salopards de Robert Aldrich sorti en 1967. Lee Marvin, Ernest Borgnine et Richard Jaeckel reprennent ici leurs rôles.

## Synopsis
Le major Reisman est de nouveau « volontaire » pour mener une mission avec des soldats condamnés à mort ou à la prison à perpétuité. Ces soldats doivent cette fois assassiner un général nazi qui voulait assassiner Hitler.

## Fiche technique
- Titre : Les Douze Salopards 2
- Titre original : The Dirty Dozen: Next Mission
- Réalisation : Andrew V. McLaglen
- Scénario : Michael Kane, d'après les personnages créés par Nunnally Johnson et Lukas Heller et d'après l'œuvre d'E. M. Nathanson
- Décors : Peter Mullins
- Costume : Betsy Heimann
- Photo : John Stanier
- Montage : Alan Strachan
- Musique : Richard Harvey
- Producteurs : <Harry R. Sherman, Frederick Muller (prod. associé)
- Société de production : MGM/UA Television
- Distribution : NBC
- Pays de production :  États-Unis
- Langue original : anglais
- Format : 1.33 : 1 - 35 mm
- Genre : Action, guerre
- Durée : 92 minutes
- Date de diffusion :
  - États-Unis : 4 février 1985

## Distribution
- Lee Marvin (VF : Edmond Bernard) : Major John Reisman
- Ernest Borgnine (VF : Henri Poirier) : Général Worden
- Ken Wahl (VF : Marcel Guido) : Louis Valentine
- Larry Wilcox (VF : Luq Hamet) : Tommy Wells
- Sonny Landham : Sam Sixkiller
- Richard Jaeckel : Sergent de la Police Militaire Clyde Bowren
- Wolf Kahler : Général Sepp Dietrich
- Gavan O'Herlihy : Conrad E. Perkins
- Ricco Ross (VF : Alain Dorval) : Arlen Dregors
- Stephen Hattersley (VF : Jacques Brunet) : Otto Deutsch
- Rolf Saxon : Robert E. Wright
- Sam Douglas : Anderson
- Michael Sheard : Adolf Hitler
- Don Fellows : Général Trent Tucker
- William Morgan Sheppard : un général allemand (crédité sous le nom de Morgan Sheppard)
- Bruce Boa : un colonel

## SagaDirty Dozen
- Les Douze Salopards (The Dirty Dozen) (1967), avec Lee Marvin, Charles Bronson, John Cassavetes, Jim Brown, Telly Savalas, Donald Sutherland, Ernest Borgnine et Richard Jaeckel
- Les Douze Salopards 2 (The Dirty Dozen: Next Mission) (TV) (1985), avec Lee Marvin, Ernest Borgnine et Richard Jaeckel
- Les Douze Salopards : Mission Suicide (Dirty Dozen: The Deadly Mission) (TV) (1987), avec Telly Savalas, Ernest Borgnine et Bo Svenson
- Les Douze Salopards : Mission fatale ( Dirty Dozen: The Fatal Mission) (TV) (1988), avec Telly Savalas et Ernest Borgnine
- Les Douze Salopards (Dirty Dozen: The Series) (série TV) (1988), avec Ben Murphy, John D'Aquino, Frank Marth, John Slattery et Jon Tenney